# 1884 في المملكة المتحدة
فيما يلي قوائم الأحداث التي وقعت خلال عام 1884 في المملكة المتحدة.

## رياضة
- 1 يناير – بطولة ويمبلدون 1884

## ظهور
- 1 يناير – الأرض المسطحة كتاب من تأليف ادوين أبوت.

## كتب
من الكتب التي صدرت هذه السنة في المملكة المتحدة:
- 1 يناير – الأرض المسطحة من تأليف ادوين أبوت.

## مواليد

### يناير
- 1 يناير – ألبرت بولوك لاعب كرة قدم إنجليزي.
- 1 يناير – رالف كيربي لاعب ومدرب كرة قدم إنجليزي.
- 1 يناير – روبرت ووكر لاعب كرة قدم من المملكة المتحدة.
- 2 يناير – جاك غرينويل لاعب ومدرب كرة قدم إنجليزي.
- 18 يناير – آرثر رانسوم كاتب وصحفي إنجليزي.

### فبراير
- 6 فبراير – هوب كريسب لاعب كرة مضرب بريطاني.
- 19 فبراير – جون كينغ ديفيس مستكشف أسترالي.
- 24 فبراير – كينيث هنت لاعب كرة قدم إنجليزي.
- 28 فبراير – غودفري هربرت

### أبريل
- 7 أبريل – جون هتشنسون
- 7 أبريل – سي. إتش. دود
- 20 أبريل – الأميرة بياتريس أميرة ساكس كوبورج وغوتا

### يونيو
- 11 يونيو – جيوفري سكوت
- 21 يونيو – غوردون لوي لاعب كرة مضرب من المملكة المتحدة.
- 21 يونيو – كلود أوكنلك ضابط من المملكة المتحدة.

### يوليو
- 19 يوليو – تشارلز إدوارد دوق ألباني وساكس كوبورج وغوتا سياسي ألماني.

### أكتوبر
- 3 أكتوبر – غوردون رايت لاعب كرة قدم إنجليزي.
- 4 أكتوبر – أوين موران ملاكم من المملكة المتحدة.

### نوفمبر
- 4 نوفمبر – هاري فيرغسون
- 5 نوفمبر – جيمس إلروي فليكر

### ديسمبر
- 23 ديسمبر – إرنست باين لاعب كرة قدم إنجليزي.

## وفيات

### مارس
- 28 مارس – الأمير ليوبولد دوق ألباني (مواليد 1853) سياسي من المملكة المتحدة.

### أبريل
- 4 أبريل – ويليام بروكتر (مواليد 1801) رائد أعمال من الولايات المتحدة الأمريكية.

### يوليو
- 1 يوليو – ألان بينكرتون (مواليد 1819)

### سبتمبر
- 10 سبتمبر – جورج بنتام (مواليد 1800) عالم نبات بريطاني.

### نوفمبر
- 25 نوفمبر – سوزانا وينكورث (مواليد 1820) مترجمة إنجليزية من القرن التاسع عشر.